# Majala (Võru)
Majala es una aldea del municipio de Võru, en el condado de Võru, Estonia, con una población censada a final del año 2019 de 10 habitantes. 
Se encuentra ubicada en el centro del condado, a poca distancia al oeste de la orilla sudoccidental del lago Peipus y de la frontera con Rusia, y al sur de la frontera con el condado de Põlva.